# Саккони, Антонио
Антонио Саккони (итал.  Antonio Sacconi; 5 октября 1895, Рим — 22 декабря 1968, Рим) — итальянский шахматист, международный мастер (1951).
В 1921 году получил звание национального мастера, в 1935 году стал чемпионом Италии.
В составе национальной сборной участник 4-х олимпиад (1927—1928, 1933—1935).